# Gustavo Poyet Domínguez
Gustavo Augusto Poyet Domínguez, és un exfutbolista uruguaià dels anys 1990, que va jugar sobretot al Reial Saragossa i al futbol anglès durant la seva carrera esportiva. Actualment fa d'entrenador.

## Carrera esportiva

### Com a jugador
Poyet va néixer a la capital de l'Uruguai, Montevideo, un 15 de novembre de 1967. Va iniciar la seva carrera en River Plate (Uruguai) en 1986/87 i després va passar al Grenoble, en la segona divisió del futbol francès (Ligue 2). Posteriorment va ser traspassat al Reial Saragossa, el 1990.
Amb Poyet en l'equip manyo, va guanyar la Copa del Rei, el 1994 i, un any després, la Recopa d'Europa, en la final disputada a París a l'Arsenal FC. En total va disputar 239 partits en l'esquadra de la Romareda, marcant un total de 63 gols.
Acabada la seua etapa espanyola, va fitxar pel Chelsea FC. No obstant això, la primera temporada en el club londinenc no la va disputar atès que va sofrir un trencament de lligament en un dels seus genolls. Tanmateix, també va guanyar el títol de Recopa europea el 1998, juntament amb la Supercopa d'Europa, disputada a Mònaco i on va marcar davant el llavors guanyador de la Lliga de Campions, el Reial Madrid. En la seva segona temporada com a jugador blue, va assolir el tercer lloc en la FA Premier League, per darrere del Manchester United FC i de l'Arsenal. Després va aconseguir la FA Cup i la Supercopa d'Anglaterra.
El seu següent destí també seria a Londres, el Tottenham Hotspur FC. Amb els blanc-i-negres va ser finalista de la Copa de Lliga anglesa, el 2002, però va continuar jugant amb regularitat: 82 partits i 18 gols.
Va acabar la seva carrera en l'Swindon Town, on no va jugar ni un sol partit.

### Com a entrenador
El juliol del 2006, encara en actiu, passa a ser assistent del Swindon Town junt al seu company del Chelsea, en Dennis Wise. Aquesta parella s'incorporaria a les files del Leeds a l'octubre d'eixe mateix any.
Un any després, Poyet torna a l'equip Spurs per a treballar amb el nou entrenador, en Juande Ramos i el seu segon, en Marcos Álvarez. A White Hart Lane hi va guanyar la Carling Cup del 2008, després de vèncer el Chelsea. I a l'octubre del 2008, quan Ramos va ser acomiadat del Tottenham, Poyet també va deixar les seues funcions. Posteriorment va fer de comentarista de Star TV i ESPN per a la lliga espanyola.
El 9 de maig de 2016, Poyet va signar contracte per dos anys amb el Reial Betis. El 12 de novembre fou destituït, i substituït per Víctor Sánchez del Amo.
El 29 de novembre de 2016, Poyet va esdevenir entrenador del Shanghai Shenhua de la superlliga xinesa.

## Internacional
Poyet va ser internacional amb la selecció de l'Uruguai en 26 ocasions, marcant 3 gols. Amb la celeste va aconseguir el títol de la Copa Amèrica, el 1995, disputada en el seu país.

## Clubs

### Com a jugador
- 1986-1987: River Plate
- 1988-1989: Grenoble
- 1989-1990: River Plate
- 1990-1997: Reial Saragossa
- 1997-2001: Chelsea FC
- 2001-2004: Tottenham Hotspur FC
- 2006: Swindon Town Football Club

### Com a entrenador
- 2006: Swindown Town (com a assistent tècnic).
- 2006: Leeds United FC (com a assistent tècnic).
- 2007: Tottenham Hotspur FC (com a assistent tècnic).

## Títols
- 1 Copa del Rei: 1994.
- 1 Copa FA: 2000.
- 1 Community Shield: 2000.
- 2 Recopes: 1995 (amb el Reial Saragossa); 1998 (amb el Chelsea FC).
- 1 Supercopa d'Europa: 1998.
- 1 Copa Amèrica: 1995.